# Девід Мерсер
Девід Мерсер  (англ. David Mercer; нар. 16 квітня 1961) — британський важкоатлет, олімпійський медаліст.

## Виступи на Олімпіадах
| Олімпіада         | Дисципліна              | Місце |
| ----------------- | ----------------------- | ----- |
| Лос-Анджелес 1984 | середня важка категорія | 3     |
| Сеул 1988         | середня важка категорія | 6     |